# Chicha resbaladera
La chicha resbaladera es una bebida tradicional refrescante guayaquileña que data aproximadamente de principios del siglo XX, compuesto por cebada, arroz, leche y canela.

## Antecedentes
Una tradición sitúa el origen de la chicha resbaladera en la casa de damas guayaquileñas que ofrecían tertulias. Para brindar a las personas asistentes a las reuniones, mezcló la bebida tradicional de chicha a base de arroz con helado de vainilla. Se diferencia de la chicha porque no requiere fermentación. La popularidad de la bebida se dio con los locales que empezaron a comercializarla. Antiguamente se servía en fechas especiales y en visitas a casas.

## Elaboración
Se prepara remojando el arroz por varias horas, y se cocina posteriormente con especias. Se combina el extracto de este brebaje con agua al gusto.